# Exitianus excavatus
Exitianus excavatus är en insektsart som beskrevs av Delong och Hershberger 1947. Exitianus excavatus ingår i släktet Exitianus och familjen dvärgstritar. Inga underarter finns listade i Catalogue of Life.